# Sainte-Geneviève-lès-Gasny
Pour les articles homonymes, voir Sainte-Geneviève.
Sainte-Geneviève-lès-Gasny est une commune française située dans le département de l'Eure, en région Normandie.

## Géographie

### Localisation
Sainte-Geneviève-lès-Gasny se trouve à environ 4 km à l'est de Giverny.

### Communes limitrophes
| Bois-Jérôme-Saint-Ouen   |                            | Gasny                 |
| Giverny                  | Sainte-Geneviève-lès-Gasny |                       |
| Limetz-Villez (Yvelines) |                            | Gommecourt (Yvelines) |

### Hydrographie
La commune est située dans le bassin Seine-Normandie. Elle est drainée par l'Epte, le cours d'eau 01 de la commune de Sainte-Genevieve-les-Gasnydes bras de l'Epte et un autre petit cours d'eau,.
L'Epte, d'une longueur de 113 km, prend sa source dans la commune de Compainville et se jette  dans la Seine à Notre-Dame-de-la-Mer, après avoir traversé 44 communes.

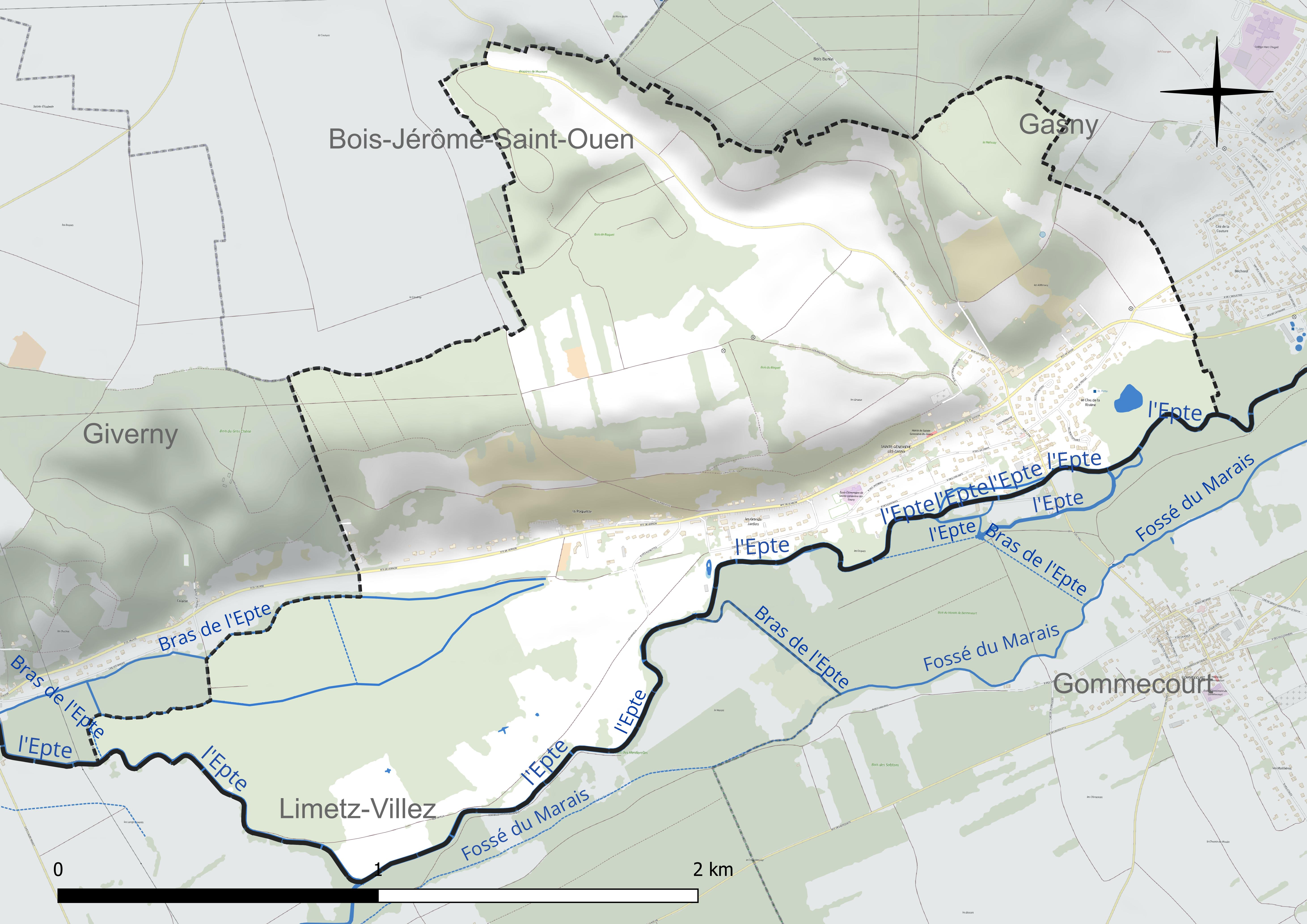
Réseau hydrographique de Sainte-Geneviève-lès-Gasny.

### Climat
Pour des articles plus généraux, voir Climat de la Normandie et Climat de l'Eure.
En 2010, le climat de la commune est de type climat océanique dégradé des plaines du Centre et du Nord, selon une étude du CNRS s'appuyant sur une série de données couvrant la période 1971-2000. En 2020, Météo-France publie une typologie des climats de la France métropolitaine dans laquelle la commune est exposée à un climat océanique et est dans la région climatique Sud-ouest du bassin Parisien, caractérisée par une faible pluviométrie, notamment au printemps (120 à 150 mm) et un hiver froid (3,5 °C). Parallèlement le GIEC normand, un groupe régional d’experts sur le climat, différencie quant à lui, dans une étude de 2020, trois grands types de climats pour la région Normandie, nuancés à une échelle plus fine par les facteurs géographiques locaux. La commune est, selon ce zonage, exposée à un « climat des plateaux abrités », correspondant aux plaines agricoles de l’Eure, avec une pluviométrie beaucoup plus faible que dans la plaine de Caen en raison du double effet d’abri provoqué par les collines du Bocage normand et par celles qui s’étendent sur un axe du Pays d'Auge au Perche.
Pour la période 1971-2000, la température annuelle moyenne est de 11,1 °C, avec une amplitude thermique annuelle de 14,5 °C. Le cumul annuel moyen de précipitations est de 702 mm, avec 11,1 jours de précipitations en janvier et 7,8 jours en juillet. Pour la période 1991-2020, la température moyenne annuelle observée sur la station météorologique la plus proche, située sur la commune de Magnanville à 15 km à vol d'oiseau, est de 11,6 °C et le cumul annuel moyen de précipitations est de 641,5 mm,. Pour l'avenir, les paramètres climatiques de la commune estimés pour 2050 selon différents scénarios d’émission de gaz à effet de serre sont consultables sur un site dédié publié par Météo-France en novembre 2022.

## Urbanisme

### Typologie
Au 1er janvier 2024, Sainte-Geneviève-lès-Gasny est catégorisée bourg rural, selon la nouvelle grille communale de densité à 7 niveaux définie par l'Insee en 2022. Elle appartient à l'unité urbaine de Gasny, une agglomération intra-départementale dont elle est une commune de la banlieue,. Par ailleurs la commune fait partie de l'aire d'attraction de Paris, dont elle est une commune de la couronne,.

### Occupation des sols
L'occupation des sols de la commune, telle qu'elle ressort de la base de données européenne d’occupation biophysique des sols Corine Land Cover (CLC), est marquée par l'importance des territoires agricoles (47,4 % en 2018), en diminution par rapport à 1990 (49,7 %). La répartition détaillée en 2018 est la suivante : forêts (42,7 %), prairies (36,3 %), terres arables (11 %), zones urbanisées (10 %). L'évolution de l’occupation des sols de la commune et de ses infrastructures peut être observée sur les différentes représentations cartographiques du territoire : la carte de Cassini (XVIIIe siècle), la carte d'état-major (1820-1866) et les cartes ou photos aériennes de l'IGN pour la période actuelle (1950 à aujourd'hui).

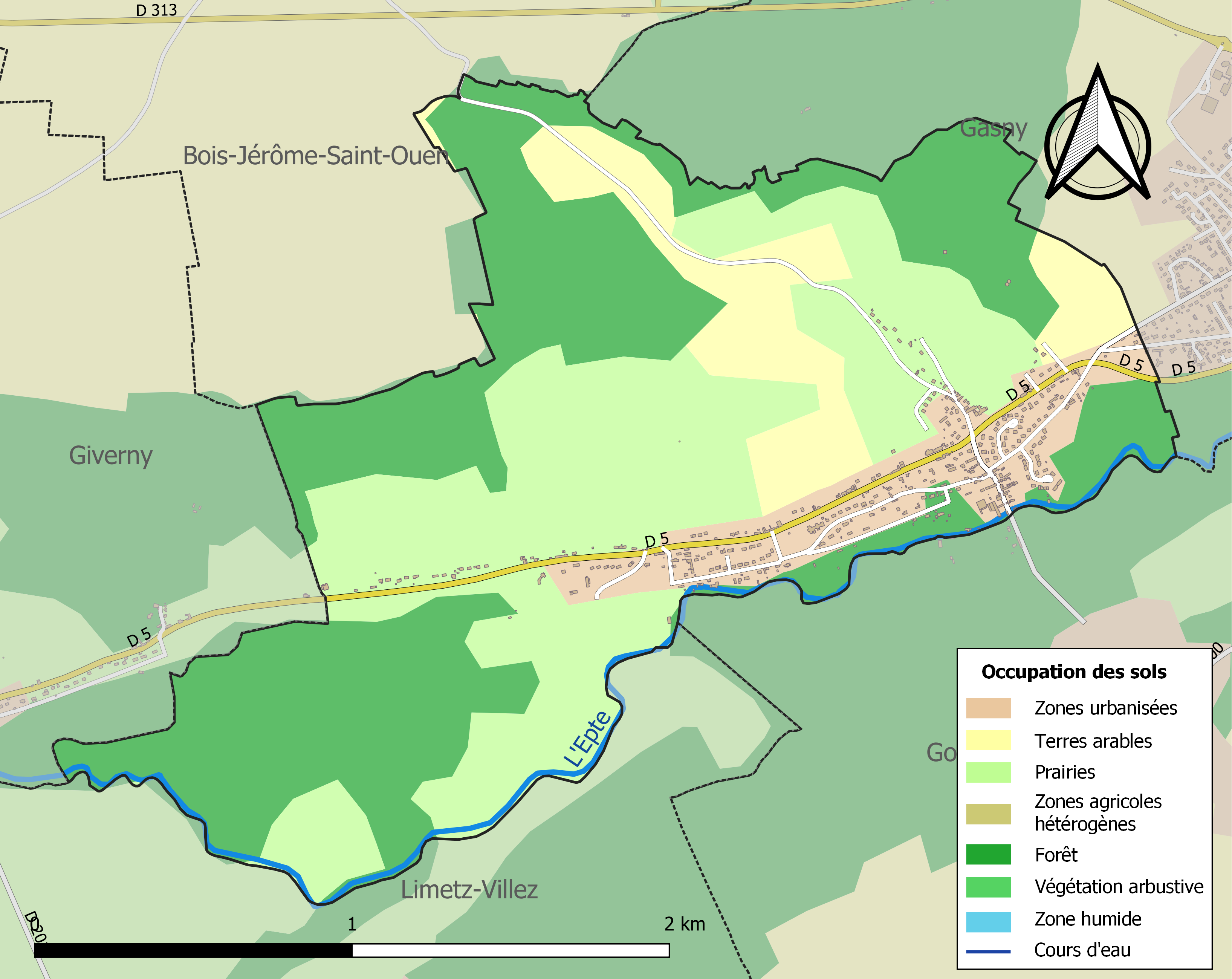
Carte des infrastructures et de l'occupation des sols de la commune en 2018 (CLC).

## Toponymie
L'hagiotoponyme de la localité est attesté sous les formes Sancta Genovefa vers 1025, Sancta Genovefa Wadenigasii en 1217, Sancta Genovefa juxta Gaani en 1292 (titres de Saint-Ouen), La Vallée sur Gasny en 1793, Sainte-Geneviève en 1801.
Sainte-Geneviève tient son nom de Geneviève de Paris, sainte française, patronne de la ville de Paris, du diocèse de Nanterre et des gendarmes. La forme issue du latin Genovefa est également employée et a donné le nom Génovéfain (religieux).
En français, la préposition « lès » signifie « près de ». D'usage vieilli, elle n'est guère plus rencontrée que dans les toponymes, ici « près de Gasny ».

## Politique et administration

### Liste des maires
| Période                                  | Période  | Identité        | Étiquette | Qualité           |
| ---------------------------------------- | -------- | --------------- | --------- | ----------------- |
| Les données manquantes sont à compléter. |          |                 |           |                   |
| mars 2001                                | 2008     | Gilbert Brouard |           | Retraité          |
| mars 2008                                | mai 2020 | Marcel Beny     |           | Chef d'entreprise |
| mai 2020                                 | En cours | Helena Martinez |           | Chef d'entreprise |

## Population et société

### Démographie
L'évolution du nombre d'habitants est connue à travers les recensements de la population effectués dans la commune depuis 1793. Pour les communes de moins de 10 000 habitants, une enquête de recensement portant sur toute la population est réalisée tous les cinq ans, les populations de référence des années intermédiaires étant quant à elles estimées par interpolation ou extrapolation. Pour la commune, le premier recensement exhaustif entrant dans le cadre du nouveau dispositif a été réalisé en 2006.

En 2022, la commune comptait 648 habitants, en évolution de −2,56 % par rapport à 2016 (Eure : −0,25 %, France hors Mayotte : +2,11 %).
| 1793 | 1800 | 1806 | 1821 | 1831 | 1836 | 1841 | 1846 | 1851 |
| ---- | ---- | ---- | ---- | ---- | ---- | ---- | ---- | ---- |
| 211  | 191  | 205  | 198  | 184  | 181  | 168  | 158  | 158  |

| 1856 | 1861 | 1866 | 1872 | 1876 | 1881 | 1886 | 1891 | 1896 |
| ---- | ---- | ---- | ---- | ---- | ---- | ---- | ---- | ---- |
| 182  | 180  | 172  | 176  | 157  | 149  | 135  | 129  | 126  |

| 1901 | 1906 | 1911 | 1921 | 1926 | 1931 | 1936 | 1946 | 1954 |
| ---- | ---- | ---- | ---- | ---- | ---- | ---- | ---- | ---- |
| 135  | 132  | 124  | 123  | 133  | 171  | 184  | 165  | 180  |

| 1962 | 1968 | 1975 | 1982 | 1990 | 1999 | 2006 | 2011 | 2016 |
| ---- | ---- | ---- | ---- | ---- | ---- | ---- | ---- | ---- |
| 191  | 184  | 298  | 387  | 732  | 698  | 641  | 665  | 665  |

| 2021 | 2022 | - | - | - | - | - | - | - |
| ---- | ---- | - | - | - | - | - | - | - |
| 654  | 648  | - | - | - | - | - | - | - |

## Économie
- Exploitations agricoles.

## Culture locale et patrimoine

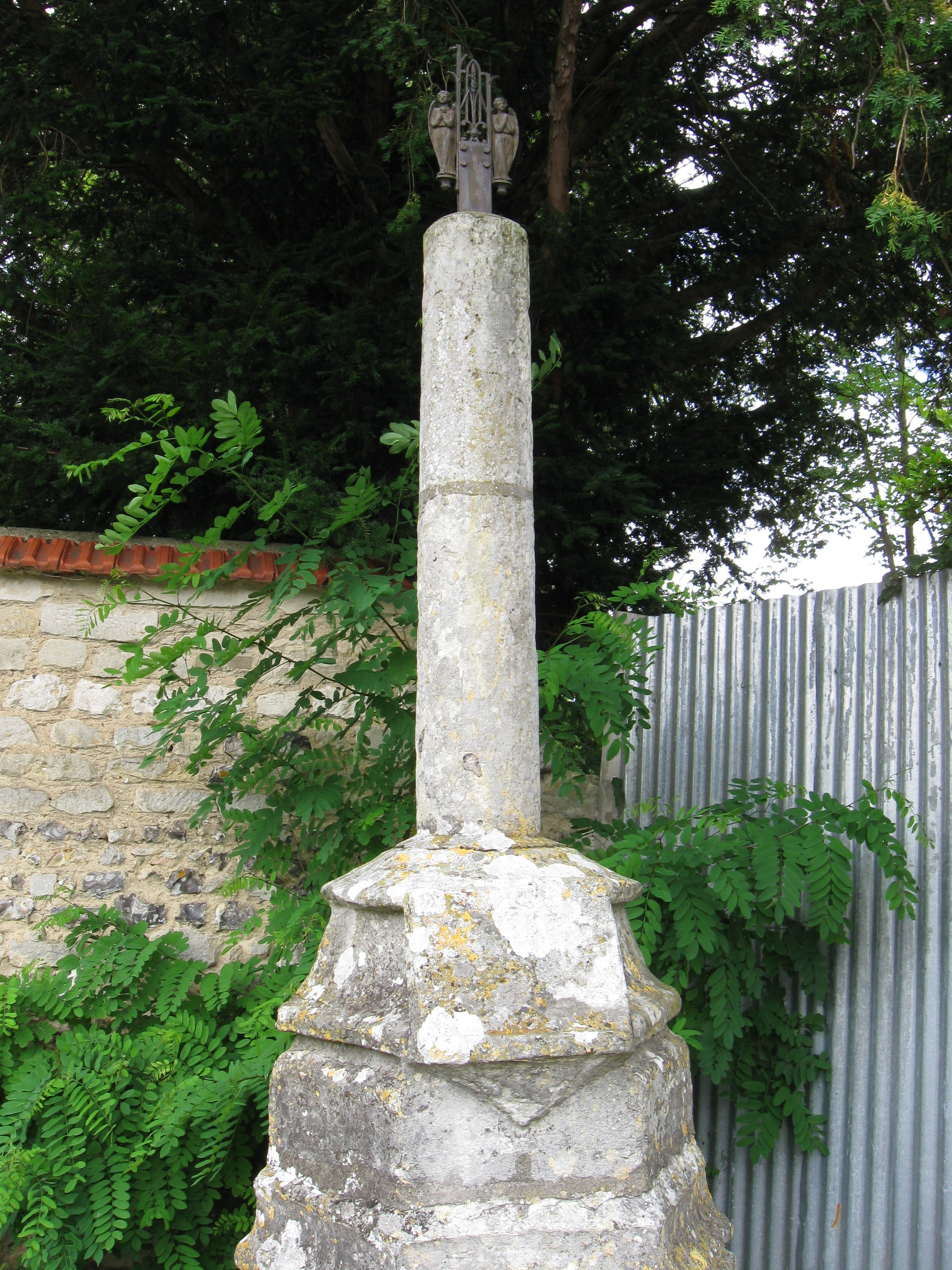
Croix de chemin.

### Lieux et monuments
- Église paroissiale Sainte-Geneviève[22].
- Croix monumentale[23].
- Manoir[24].
- Motte castrale de Malassis. La fortification, placée sur le sommet d'un coteau, qui domine la vallée de l'Epte et le village de Gasny a été érigée en 1118, face aux troupes de Louis VI le Gros, par Henri Ier Beauclerc afin d'assiéger le bourg de Gasny. La place sera détruite par les Français l’année même de sa construction, et fut par eux nommée « Malassis », ce qui correspond au plan du site, mal agencé et inachevé.

La fortification de terre classique, de type motte avec basse cour mesure 17 m de diamètre au niveau de sa plateforme sommitale et a une hauteur d’environ 4 m. Elle est entièrement ceinturée d'un fossé large de 9 m et profond de 2 m, qui la sépare de la basse cour. Celle-ci est faite d'une levée de terre de 90 m de diamètre, et d'un fossé interrompus au sud-ouest afin de laisser un accès vers l'intérieur de l’ouvrage.

### Patrimoine naturel
- Vallée de l'Epte, site de la directive Habitats, faune, flore[26],[27].
- Le confluent de la Seine et de l’Epte  Site classé (1985)[28].

### Personnalités liées à la commune
- Jacques Édouard Quecq (1796–1873), mort à Sainte-Geneviève-lès-Gasny, peintre français[29]

### Héraldique
| Armes de Sainte-Geneviève-lès-Gasny | Ces armes peuvent se blasonner ainsi aujourd’hui : d'argent à trois merlettes de sable, à la bordure de gueules. |